# Filtru de cafea

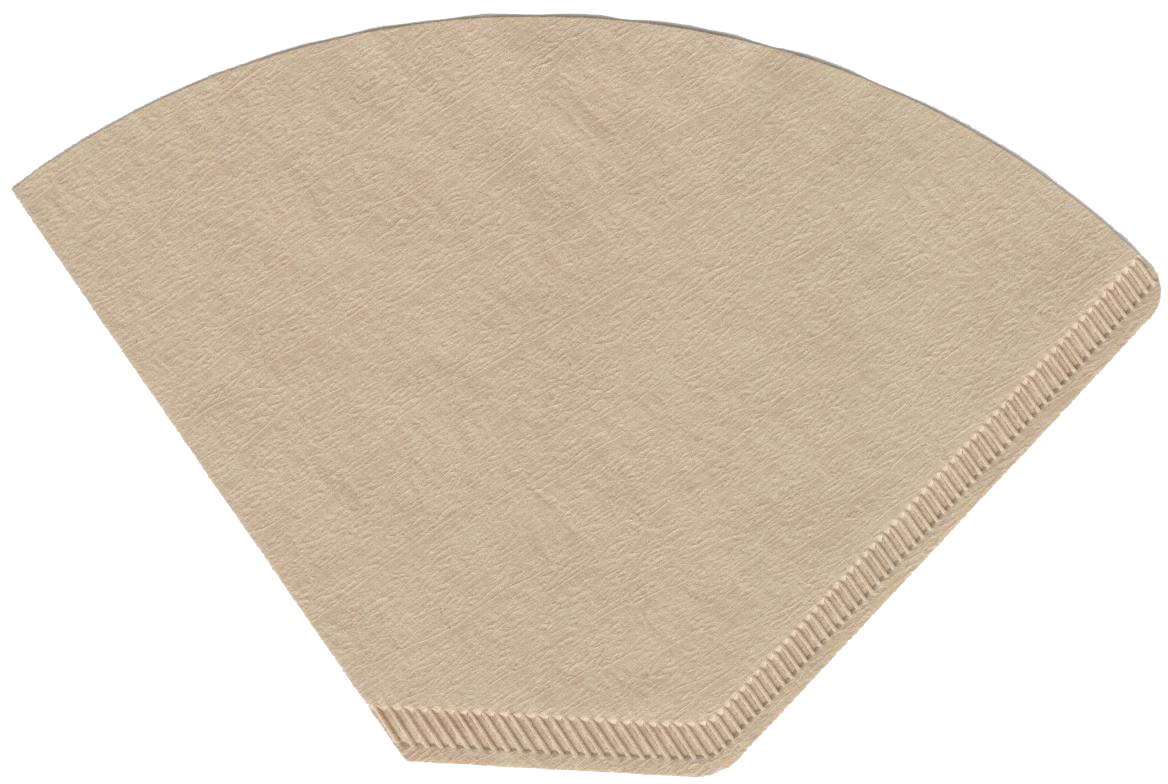
Filtru de cafea din hârtie

Un filtru de cafea este un filtru care împiedică pătrunderea zațului de cafea în băutura astfel preparată. Filtrele sunt disponibile sub formă de filtre reutilizabile din porțelan sau metal, precum și sub formă de filtre de unică folosință din hârtie de filtru concepute pentru a fi plasate într-un suport. 
Cafeaua preparată cu ajutorul unui filtru de cafea este cunoscută sub denumirea de cafea filtrată.

## Istoric
În mod tradițional, cafeaua era preparată prin fierberea în apă a boabelor de cafea măcinate. Pentru a fi servită, cafeaua era apoi decantată sau strecurată printr-o sită suficient de fină pentru a reține zațul de cafea.
În secolul al XVIII-lea a fost introdusă o nouă metodă de preparare a cafelei, care separa apa de cafeaua măcinată în timpul procesului de fierbere. Un filtru din in sau hârtie absorbantă era așezat într-o pâlnie și umplut cu cafea măcinată. Apa infuzată cu cafea era turnată peste acesta și colectată într-un recipient, zațul rămânând în filtru.
Au apărut o varietate de filtre permanente, cum ar fi aparatele de infuzat cafea „Arndt” sau filtrele vietnameze „Phin”. Acestea erau în principiu un recipient pentru apă cu baza perforată care acționa ca o sită. La începutul secolului al XX-lea, erau produse pâlnii ascușite realizate din metal sau porțelan, care serveau și ca sită.
În 1908, inventatoarea germană Melitta Bentz⁠(d) a realizat un filtru de hârtie. În același an, compania Melitta a început să producă filtre de unică folosință din hârtie de filtru și suporturile aferente. Până în anul 1934, filtrele de cafea reutilizabile au fost realizate din aluminiu sau tablă emailată, fiind apoi înlocuite cu filtre din porțelan sau ceramică.

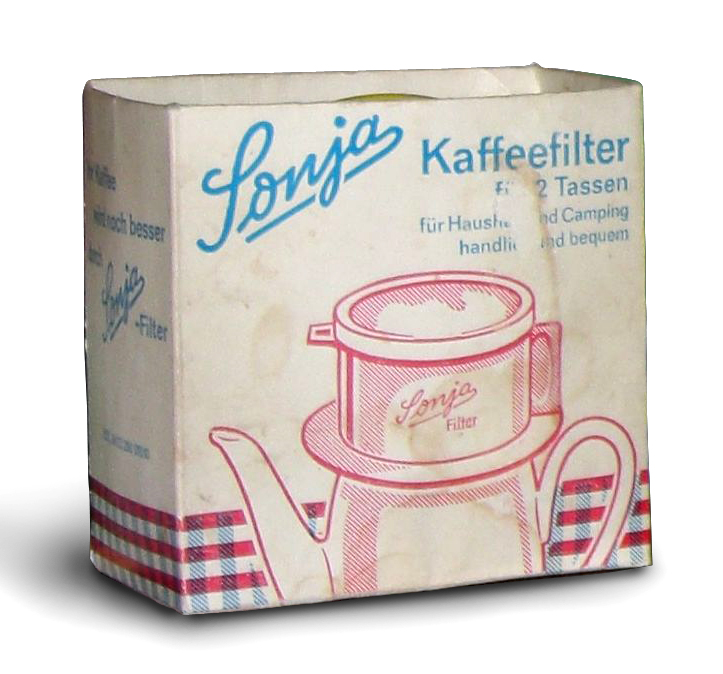
Filtre de cafea Sonja din Republica Democrată Germană

În Germania secolului al XX-lea existau și produse care concurau cu Melitta, inclusiv un filtru „Erika” fabricat din tablă cu o sită așezată în partea inferioară, filtrul „Bremer Kaffeekanne” cu o inserție din tablă emailată și o sită, filtrul „Burleya” fabricat din aluminiu, un filtru „Aha” cu o sită tubulară și mai multe filtre din porțelan. Sita „Karlsbad” cu fante era, de asemenea, bine cunoscută. În 1932, Melitta a lansat așa-numitul filtru rapid, un filtru conic, cu o bază rotundă și pereți laterali canelați, astfel încât cafeaua să poată curge rapid prin el. În 1936 au apărut pe piața germană așa-numitele pungi filtrante, forma suporturilor de filtru fiind adaptată la forma alungită a bazei pungilor. În 1937, acestea erau disponibile în șapte dimensiuni, calculate pentru dimensiuni de la o ceașcă până la maximum 80 de cești de cafea la un moment dat. Cafetierele cu filtru integrat au apărut pe piață la începutul anilor 1960.